# Tryptophanhydroxylase
Tryptophanhydroxylase (TPH) katalyserer det første og hastighedsbestemmende trin i biosyntesen af serotonin (5-hydroxytryptamin). Serotonin har mange fysiologiske funktioner, men er hovedsagelig kendt for sin funktion som signalstof i hjernen. Unormalheder i de serotoninholdige neuroner menes at spille en rolle i flere psykiatriske lidelser såsom depression, obsessiv-kompulsiv lidelse (OCD) og skizofreni.
TPH er et jern-holdigt enzym, som katalyserer reaktionen mellem tryptophan, O2 og tetrahydrobiopterin under dannelsen af produkterne 5-hydroxy-tryptophan og 4a-hydroxy-tetrahydrobiopterin. TPH er en homotetramer, hvor hver monomer består af tre domæner. De tre domæner er et N-terminalt regulatorisk domæne, et katalytisk domæne og et mindre C-terminalt tetrameriseringsdomæne.
Der findes to isoformer af TPH, hvor isoform 1 (TPH1) hovedsagligt findes i mastcellerne, pinealkirtelen og i de enterochromaffine celler og isoform 2 (TPH2) findes i de serotoninholdige neuroner i hjernen og tarmen.